# Krüger aus Almanya
Krüger aus Almanya ist ein deutscher Fernsehfilm des Regisseurs Marc-Andreas Bochert, der 2015 im Auftrag der ARD veröffentlicht wurde. Bei der Komödie handelt sich um die Geschichte des Rentners Paul Krüger, der von seiner Enkelin zu ihrer Hochzeit mit ihrem türkischen Freund in die Türkei eingeladen wird und ihr diese ausreden will. Die Hauptrolle wird von dem Schauspieler Horst Krause verkörpert.

## Inhalt

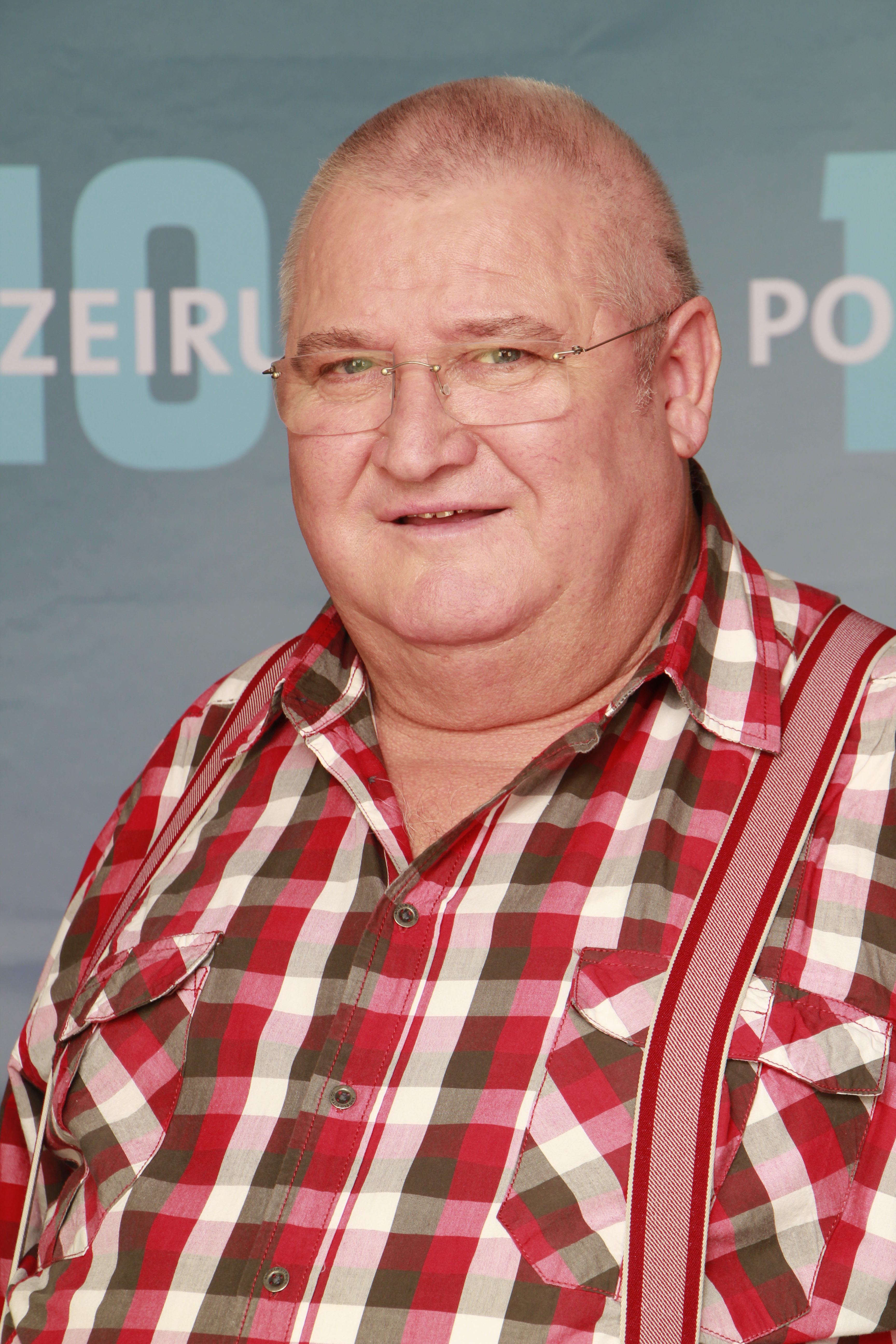
Horst Krause (2012)

Der Rentner und ehemalige Ringer Paul Krüger fühlt sich in seiner Heimatstadt Berlin zunehmend von muslimischen Mitbürgern gestört, die in seiner Wahrnehmung einen immer größeren Raum einnehmen. Als eine türkische Großfamilie den Boule-Platz von ihm und seinen beiden Freunden Eckhardt und Bernd als Grillplatz verwendet, kommt es zu einer Eskalation, bei dem die Rentner verletzt werden. Kurz darauf findet Krüger eine Einladung seiner Enkelin Annie und ihrem türkischen Freund Deniz zu deren Hochzeit in der Türkei in seinem Briefkasten. Nach einer Aussprache mit seiner Tochter, Annies Mutter, beschließt er, in die Türkei zu reisen und Annie die Hochzeit auszureden. Er überredet seine gute Freundin und Besitzerin seiner Stammkneipe Karin, die auf Partnersuche ist und dringend einen Urlaub braucht, ihn bei der Reise zu begleiten.
Krüger und Karin kommen kurz darauf in Antalya an und beziehen nach einem kurzen Disput ein Doppelzimmer in einem All-inclusive-Hotel, in dem auch Annie untergebracht ist und in dem Deniz einen Job als Barkeeper hat. Karin lernt im Aufzug den Russen Dimitri kennen und beginnt mit diesem eine Liebschaft. Als Annie ihrem Großvater ihren Freund Deniz vorstellt, beginnt Krüger damit, unangenehme Fragen über Deniz zu stellen, bis Annie ihn sauer beiseite nimmt und klarstellt, dass er, wenn er so weitermache, auch wieder nach Hause fahren könne. Sie trennen sich im Streit, und Krüger versucht, ein deutsches Bier zu bekommen. Dabei entdeckt er die Bar Berlin, wo er ein Bier bekommt und von dem Türken Murat angesprochen wird. Er realisiert, dass es sich um eine Schwulenbar handelt und verlässt sie fluchtartig.
Am nächsten Tag fahren Krüger, Karin und Dimitri auf eine Bustour zu den Sehenswürdigkeiten des Umlandes. Bei einem Halt an einem türkischen Basar, bei dem sich die Umreisenden mit Teppichen und anderen Souvenirs eindecken, trifft Krüger auf den syrischen Flüchtlingsjungen Omar, der den Touristen gegen Geld eine Waage hinstellt. Er gibt ihm etwas Geld und seine Sonnenbrille.
Beim Zwischenstopp an einer archäologischen Stätte verpasst Krüger seine Rückfahrt ins Hotel und tritt den Heimweg zu Fuß an. Er wird von Ahmed mitgenommen, der in Deutschland bei einem Automobilkonzern gearbeitet hat und Deutsch spricht. An der Bushaltestelle stellen sie fest, dass kein Bus mehr nach Antalya fährt. Ahmed lädt Krüger zu sich nach Hause ein und bietet ihm nach einem guten Abendessen ein Bett unter dem Sternenhimmel an. Krüger fährt am Tag darauf mit dem Bus nach Antalya zurück und träumt von der bevorstehenden Hochzeit, bei der sich Deniz umdreht und wie ein stereotyper Islamist aussieht.
In Antalya angekommen trifft Krüger erneut auf Omar, der sich anbietet, ihm den Weg ins Hotel zu zeigen. Leider kann er den Weg nicht finden, und Krüger schickt ihn weg. Als sich Krüger selbst auf den Weg macht, wird er von zwei jungen Männern überfallen, von denen er einen mit einem Schulterwurf zu Boden wirft, dem anderen, der mit einem Messer droht, jedoch sein Geld gibt. Omar vertreibt die beiden Männer mit einer Steinschleuder. Als Krüger die Polizei ruft, versteckt sich Omar allerdings, und Krüger fragt die Polizisten nur nach dem Weg. Omar erklärt Krüger, dass er ein Flüchtling aus Syrien ist und seine Eltern verloren hat, daraufhin beschließt Krüger, den Jungen mit ins Hotel zu nehmen und ihm etwas zu essen zu geben. Im Hotel angekommen, bringt er Omar in sein Zimmer,  und auf dem Weg vom Buffet zurück trifft er Karin, die ihm erklärt, dass sie mit Dimitri nach Sankt Petersburg reisen wird.
Krüger lässt Omar in seinem Zimmer und sucht Annie auf, die er in Tränen aufgelöst vorfindet. Deniz hat die Hochzeit abgesagt, da sein Großonkel, das Oberhaupt der Familie, dieser nicht zustimmt. Krüger trifft Deniz an der Bar und erklärt sich bereit, mit dem Großonkel zu reden, was Deniz zunächst als sinnlos ablehnt. Am nächsten Tag bringt Krüger Omar zu einem Kinderheim für Flüchtlinge und verabschiedet sich von ihm. Danach trifft er Annie, die ihre Sachen packt, und beide beschließen abzureisen. Deniz versucht sie aufzuhalten und folgt ihnen zum Flughafen, wo Krüger mit einer Tasche voll mit Souvenirs von Karin vom Zoll aufgehalten wird. Deniz bittet ihn, nun doch mit dem Großonkel zu sprechen, und gemeinsam verlassen sie den Flughafen.
Mit dem Cousin von Deniz, den Krüger sofort als Murat aus der Schwulenbar wiedererkennt und der beruflich in Antalya zu tun hatte, fahren sie zu Deniz' Großonkel auf das Land. Der Großonkel lehnt die Hochzeit mit der deutschen Frau weiterhin ab, und er und Krüger ziehen sich in sein Zimmer zurück, um zu reden. Beide schweigen sich lange an, bis der Großonkel erschrocken auf die Uhr schaut und den Fernseher einschaltet, um eine Meisterschaft im Ringen zu schauen. Beide kommentieren gemeinsam den Kampf, und danach erzählt ihm Krüger von seinem großen WM-Kampf bei den Weltmeisterschaften in Sofia, bei der er gegen den damaligen türkischen Favoriten Ali Rıza Alan gekämpft und verloren hat. Der Großonkel zeigt ihm ein Bild in der Vitrine mit einem Autogramm des Ringers und stimmt danach doch der Hochzeit zu, die kurz darauf stattfindet.
Zurück in Deutschland trifft Krüger seine deutschen Freunde und Karin in der Stammkneipe. Die Liaison mit Dimitri hat nicht funktioniert, und sie ist niedergeschlagen. Zu Hause findet er einen Brief und ein Bild mit Krüger in Ringerkleidung von Omar, der ihm schreibt, dass er Deutsch lernt und bald nach Deutschland kommen möchte. Der Film endet offen.

## Hintergrund und Fortsetzung
Krüger aus Almanya wurde unter Leitung des Regisseurs Marc-Andreas Bochert nach einem Drehbuch von Marc-Andreas Bochert und Elke Rössler im Auftrag der ARD als Fernsehfilm gedreht und am 11. April 2015 erstmals ausgestrahlt. Die Hauptrolle des Rentners Paul Krüger wurde von dem deutschen Schauspieler Horst Krause übernommen, der dem deutschen Fernsehpublikum in der Rolle des Polizisten Horst Krause aus mehreren Filmen der Serie Polizeiruf 110 bekannt ist. Seine Enkelin wird von der italienischen Schauspielerin Anna Unterberger gespielt und die Rolle ihres türkischen Bräutigams übernahm Karim Günes. Weitere Schauspieler sind Marie Gruber in der Rolle der Karin, Pjotr Olev als Dimitri, Bayazit Gülercan als Großonkel, Tim Seyfi als Murat, Ramin Yazdani als Ahmed und Floriane Daniel als Annies Mutter Susanne.
In der Filmbeschreibung der ARD wird der Film wie folgt charakterisiert:

„Mit Humor und Hintersinn plädiert ‚Krüger aus Almanya‘ für Offenheit und Toleranz in einer sich zunehmend multikulturell gestaltenden Gesellschaft, in der Traditionen unterschiedlicher Herkunft ihren Platz suchen. Horst Krause als Paul Krüger zeigt dabei auf eindrucksvolle Weise, was es bedeutet, sich diesen Veränderungen zu widersetzen und wie wenig es nicht selten bedarf, um diese Spannung aufzulösen und zueinanderzufinden.“

2017 erschien mit Krügers Odyssee ein zweiter Teil der Krüger-Serie und Anfang 2018 wurde mit Küss die Hand, Krüger ein dritter Teil veröffentlicht. 2020 dann der 4. Teil Kryger bleibt Krüger.

## Rezeption
Der Film Krüger aus Almanya wurde in verschiedenen Medien beschrieben und rezensiert, wobei in der Regel die seichte Story kritisiert wurde. Die Tageszeitung (taz) bezeichnete den Film als „Schonkaffee“ und schrieb:

„Das Motiv des ausländerfeindlichen, grantelnden Kleinbürgers, der zunächst widerwillig mit der türkischen Kultur vertraut gemacht wird (weil er, gespielt von Elmar Wepper, sich plötzlich um ein kleines ‚Kopftuchmädchen‘ kümmern muss), gab es vor vier Jahren schon in Christian Züberts großartigem, unaufdringlichem, intensivem Film ‚Dreiviertelmond‘. Marc-Andreas Bochert (Buch, zusammen mit Elke Rössler, und Regie) hat nun einen Film gemacht, der klischeesatter, schlichter gestrickt und vorhersehbarer kaum sein könnte. Genau das, wofür das Degeto-Label der ARD stand und immer noch steht: Schonkaffee.“

und ergänzt:

„Dass ‚Krüger aus Almanya‘ trotzdem nicht zum Abschalten ist, hat nur einen Grund: Horst Krause.“

Die Frankfurter Rundschau resümierte zu dem Film:

„‚Krüger aus Almanya‘ ist ein gut fremdenfreundlich gemeintes, harmloses und vorhersehbares Filmchen; das aber immerhin nicht in jede allzu süße Baklava-Pfütze tappt.“

und die TV Spielfilm schrieb:

„Naives Multikulti-Märchen mit Herz und Top-Hauptdarsteller.“